# Ystadbanan
Ystadbanen (svensk: Ystadbanan) er en jernbanestrækning i det sydlige Sverige, der forbinder Malmø med Ystad og Österlenbanan fra Ystad til Simrishamn. Den 63 km lange jernbanestrækning åbnede i 1874 .